# Phocinae
Phocinae – podrodzina ssaków płetwonogich z rodziny fokowatych (Phocidae).

## Podział systematyczny
Do podrodziny należą następujące plemiona:
- Erignathini Chapskiy, 1955
- Cystophorini J.E. Gray, 1837
- Phocini J.E. Gray, 1821

Opisano również wymarłe rodzaje o statusie incertae sedis:
- Batavipusa Koretsky & N. Peters, 2008[4] – jedynym przedstawicielem był Batavipusa neerlandica Koretsky & N. Peters, 2008
- Cryptophoca Koretsky & Ray, 1994[5] – jedynym przedstawicielem był Cryptophoca maeotica (Nordmann, 1860)
- Frisiphoca Dewaele, Lambert & Louwye, 2018[6]
- Gryphoca Van Bénéden, 1876[7]
- Kawas Cozzuol, 2001[8] – jedynym przedstawicielem był Kawas benegasorum Cozzuol, 2001
- Leptophoca F.W. True, 1906[9]
- Nanophoca Dewaele, Amson, Lambert & Louwye, 2017[10] – jedynym przedstawicielem był Nanophoca vitulinoides (Van Bénéden, 1871)
- Phocanella Van Bénéden, 1877[11] – jedynym przedstawicielem był Phocanella pumila Van Bénéden, 1877
- Praepusa M. Kretzoi, 1941[12]
- Prophoca Van Bénéden, 1876[13] – jedynym przedstawicielem był Prophoca rousseaui Van Bénéden, 1877
- Sarmatonectes Koretsky, 2001[14] – jedynym przedstawicielem był Sarmatonectes sintsovi Koretsky, 2001